# 愛的節奏
《愛的節奏》是傑尼斯事務所旗下日本男子團體Kis-My-Ft2的第5張單曲，於2012年11月14日由avex trax發售。

## 概要
與前作相隔約3個月發售的單曲。今回的單曲是以Dance ver.和Rock ver.的MV製作。初回生産限定＜DANCE盤＞、通常盤、 Kis-My SHOP盤＜聖誕節仕様＞4種形式發售。

## 收錄曲

### 初回生産限定＜DANCE盤＞
CD
1. 愛的節奏 -Dance ver.-（アイノビート -Dance ver.-）
作詞 : 栗原暁 (Jazzin'park)、作曲 : 栗原暁 (Jazzin'park)・久保田真悟 (Jazzin'park)
2. 愛的節奏 -Rock ver.-（アイノビート -Rock ver.-）
作詞 : 栗原暁 (Jazzin'park)、作曲 : 栗原暁 (Jazzin'park)・久保田真悟 (Jazzin'park)
3. Winter Lover
作詞 : miyakei、作曲 : Erik Lidbom・DAICHI、編曲 : 山原一浩

DVD
1. 愛的節奏 -Dance ver.- (MUSIC VIDEO)
2. 愛的節奏 -Dance ver.- (MUSIC VIDEO Making Movie) [約15分]

初回限定封入特典
- 迷你写真集 - 全3種(DANCE盤ver./ROCK盤ver./MUSIC VIDEO撮影オフショットver.)隨機1種封入

### 初回生産限定＜ROCK盤＞
CD
1. 愛的節奏 -Rock ver.-
2. 愛的節奏 -Dance ver.-
3. Winter Lover

DVD
1. 愛的節奏 -Rock ver.- (MUSIC VIDEO)
2. 愛的節奏 -Rock ver.- (MUSIC VIDEO Making Movie) [約15分]

初回限定封入特典
- 迷你写真集 - 全3種(DANCE盤ver./ROCK盤ver./MUSIC VIDEO撮影オフショットver.)隨機1種封入

### 通常盤
CD
1. 愛的節奏 -Dance ver.-
2. 愛的節奏 -Rock ver.-
3. Winter Lover
4. Never End LOVE
作曲：中瀬佑一、作詞︰胡月みなと

### Kis-My SHOP盤＜聖誕節仕様＞
CD
1. 愛的節奏 -Dance ver.-
2. 愛的節奏 -Rock ver.-
3. Winter Lover

特典
- ブックレットには、メンバー個別のXmas告白メッセージ
- オリジナルチャーム

｢ファーボールver.｣か｢くつ下型ver.｣をプレゼント

## 外部連結
- Kis-My-Ft2官方網站介紹網頁
  - Discography （页面存档备份，存于）
- Johnny's net官方網站介紹網頁
  - アイノビート （页面存档备份，存于）
- avex network官方網站介紹網頁
  - 初回生産限定＜DANCE盤＞
  - 初回生産限定＜ROCK盤＞
  - 通常盤
  - キスマイSHOP盤＜クリスマス仕様＞